# Hintere Schwärze
Hintere Schwärze (italsky Cima Nera) je hora v Ötztalských Alpách, na hranici Rakouska a Itálie. Nachází se se ve spolkové zemi Tyrolsko a v regionu Tridentsko-Horní Adiže. Leží jižně od tyrolského údolí Venter Tal a severně od italského údolí Val Senales, respektive Val Venosta.
Hintere Schwärze je s výškou 3 624 metrů třetí nejvyšší horou Ötztalských Alp a jednou z nejvyšších hor Rakouska.
Je součástí hlavního hřebene Ötztalských Alp nazývaného Hauptkamm.